# 斎藤勘七
斎藤 勘七（さいとう かんしち、1853年5月11日（嘉永6年4月4日） - 1936年（昭和11年）2月18日）は、明治から昭和時代初期の政治家。衆議院議員（3期）。名・忠篤、号・桂斎。屋号は勘左衛門。

## 経歴
出羽久保田藩領仙北郡花館村（秋田県仙北郡花館村、大曲市を経て現大仙市）出身。生家は農業と清酒醸造業を営んだ。角間川青松館、二階堂鴻之進に師事し漢学を修めた。自由民権の発揚を訴え、秋田県会議員に挙げられたが、1881年（明治14年）病のため辞す。ほか、花館村長、仙北郡会議員を歴任した。
1890年（明治23年）7月の第1回衆議院議員総選挙では秋田県第4区から出馬し当選。つづく第2回および第9回総選挙でも当選し衆議院議員を通算3期務めた。
大石河原の官有地払い下げを実現して養蚕を奨励。笛ヶ沢への大規模植林、神宮寺種馬所の設置を行った。また仙北酒造組合を設立して会長に就任し、その後、初代秋田県酒造協会会長も務め、酒造の発展に尽力した。
辻辰之助、後藤宙外とは縁戚である。